# 薩爾達湖
37°33′N 29°41′E / 37.550°N 29.683°E

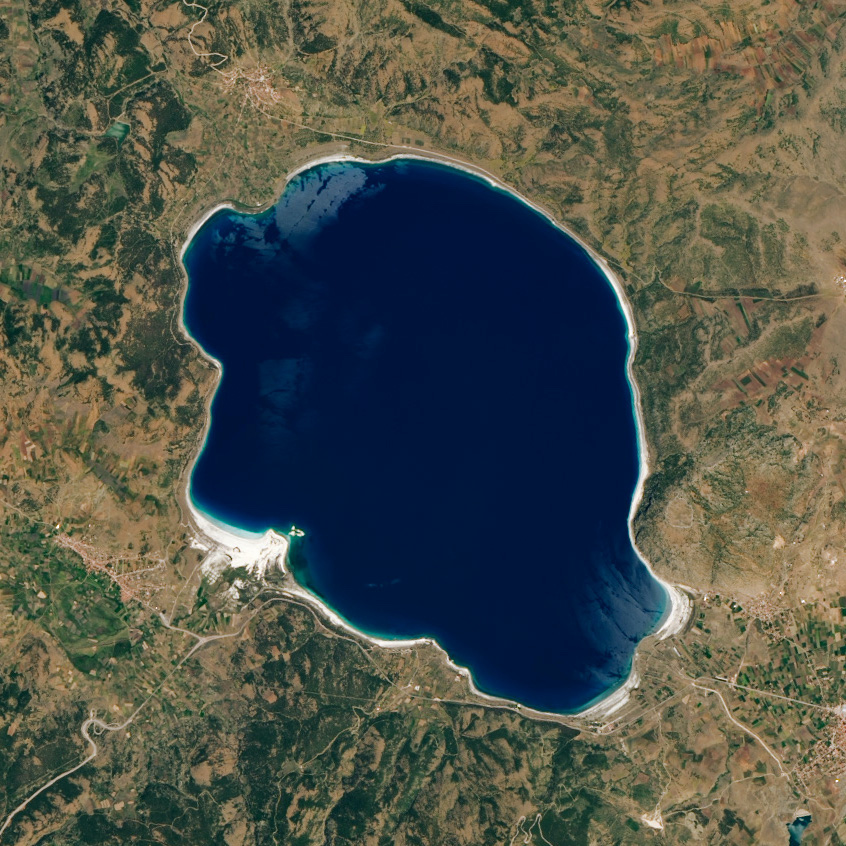
攝於2020年

薩爾達湖（土耳其語：Salda Gölü）是土耳其的火山口湖，位於該國西南部，距進首府巴爾杜爾約50公里，由布爾杜爾省負責管轄，面積43.7平方公里，海拔高度1,139米，最大水深196米。